# Mirocice
Mirocice est une localité polonaise de la gmina de Nowa Słupia, située dans le powiat de Kielce en voïvodie de Sainte-Croix.